# Choniognathus
Genre
Choniognathus est un genre de crabes de la famille des Majidae.

## Liste des espèces
- Choniognathus elegans (Stebbing, 1921)
- Choniognathus granulosus (Baker, 1906)
- Choniognathus reini (Balss, 1924)
- Choniognathus verhoeffei (Balss, 1929)